# 식민지에서 온 아나키스트
《식민지에서 온 아나키스트》는 1984년 9월 제8회 대한민국 연극제 참가작으로 공연(정진수 연출)된 김의경 작가의 희곡이다. 일제강점기 천황 암살범으로 무기형을 선고받은 박열(朴烈)과 그의 애인 가네코 후미코의 실제 재판을 재판극 형식으로 꾸몄다. 아나키스트 박열의 삶을 통하여 식민지 치하에서 고뇌하는 애국투사의 모습과 무정부주의자들의 사고방식 및 행동양식을 사실적으로 형상화하는 데 성공하였다는 평가를 받는 작품이다.
김의경 작가는 이 작품의 성공에 힘입어 관동대지진으로 희생된 조선인들의 삶과 일제의 대량 학살극을 정면으로 다룬 ｢잃어버린 역사를 찾아서｣를 발표하게 된다.